# Ségry
Ségry település Franciaországban, Indre megyében. Lakosainak száma 487 fő (2022. január 1.). Ségry Chezal-Benoît, Mareuil-sur-Arnon, Saint-Ambroix, Chouday és Saint-Aubin községekkel határos.

## Népesség
A település népessége az elmúlt években az alábbi módon változott:
| Lakosok száma | 364  | 312  | 442  | 499  | 531  | 526  | 504  | 496  | 492  | 487  |
|               | 1968 | 1982 | 1990 | 2006 | 2013 | 2015 | 2017 | 2019 | 2020 | 2022 |